# Sphex paulinierii
Sphex paulinierii là một loài côn trùng cánh màng trong họ Sphecidae, thuộc chi Sphex. Loài này được Gu�rin-M�neville miêu tả khoa học đầu tiên năm 1843.